# Kiss Alajos (festő)
Kiss Alajos (Felnémet, 1857. június 9. – Eger, 1929. március 12.) magyar festőművész. 1880–1884 között a müncheni Képzőművészeti Akadémia antik osztályának hallgatója. 1884-től Egerben az Iparostanonc Iskola rajztanára, majd 1914-ben az egri főreáliskola óraadó tanára. Arcképeket és oltárképet festett. 1913-ban és 1915-ben a Nemzeti Szalonban állított ki.

## Főbb művei
- Egerben: Minorita templom, Szent Kereszt-mellékoltárkép, 1884
- Eger-Felnémeten: Rózsafüzér királynője (freskó), 1888
- Tariczky Endre portré, Tiszafüred, Kiss Pál Múzeum, 1892